# Nuoto in acque libere ai campionati mondiali di nuoto 2013 - 5 km a squadre
La gara dei 5 km in acque libere femminile si è svolta la mattina del 25 luglio 2013 al Moll de la Fusta, nel porto di Barcellona, in Spagna. Hanno partecipato alla competizione 66 atleti in rappresentanza di 22 distinte nazioni.

## Medaglie
| Posizione | Atlete                                                  | Paese    |
| --------- | ------------------------------------------------------- | -------- |
| Oro       | Thomas Lurz Christian Reichert Isabelle Härle           | Germania |
| Argento   | Antonios Fokaidis Spyridōn Gianniōtīs Kalliopi Araouzou | Grecia   |
| Bronzo    | Luiz Arapiraca Samuel de Bona Poliana Okimoto           | Brasile  |

## Risultati
| Pos. | Atleta                                                  | Nazionalità   | Tempo     |
| ---- | ------------------------------------------------------- | ------------- | --------- |
|      | Thomas Lurz Christian Reichert Isabelle Härle           | Germania      | 52'54"9   |
|      | Antonios Fokaidis Spyridōn Gianniōtīs Kalliopi Araouzou | Grecia        | 54'03"3   |
|      | Luiz Arapiraca Samuel de Bona Poliana Okimoto           | Brasile       | 54'03"5   |
| 4    | Jarrod Poort Simon Huitenga Melissa Gorman              | Australia     | 54'16"1   |
| 5    | Luca Ferretti Simone Ercoli Rachele Bruni               | Italia        | 54'34"0   |
| 6    | Andrew Gemmell Sean Ryan Haley Anderson                 | Stati Uniti   | 54'44"7   |
| 7    | Damien Cattin-Vidal Bertrand Venturi Aurélie Muller     | Francia       | 55'26"3   |
| 8    | Evgenij Dratcev Sergej Bol'šakov Elizaveta Gorshkova    | Russia        | 56'08"7   |
| 9    | Márk Papp Anna Olasz Éva Risztov                        | Ungheria      | 56'09"4   |
| 10   | Phillip Ryan Kane Radford Cara Baker                    | Nuova Zelanda | 56'12"0   |
| 11   | Daniel Marais Chad Ho Kyna Pereira                      | Sudafrica     | 56'34"7   |
| 12   | Eric Hedlin Philippe Guertin Zsofia Balazs              | Canada        | 57'13"7   |
| 13   | Yuto Kobayashi Yasunari Hirai Yumi Kida                 | Giappone      | 58'00"0   |
| 14   | Weng Jingwei Han Lidu Cao Shiyue                        | Cina          | 58'02"6   |
| 15   | Guillermo Bertola Martin Carrizo Florencia Mazzei       | Argentina     | 58'12"0   |
| 16   | Miguel Hernández Iván López Lizeth Rueda                | Messico       | 58'17"7   |
| 17   | Johndry Segovia Luis Bolanos Florencia Melo             | Venezuela     | 58'59"9   |
| 18   | Seifeddine Sghaier Badr Chebchoub Maroua Mathlouthi     | Tunisia       | 59'19"4   |
| 19   | Vitaliy Khudyakov Vladimir Tolikin Xeniya Romanchuk     | Kazakistan    | 1h00'15"8 |
| 20   | Ivan Enderica Ochoa Santiago Enderica Katia Barros      | Ecuador       | 1h00'32"6 |
| 21   | Youssef Hossameldeen Adel Ragab Laila El Basiouny       | Egitto        | 1h01'02"2 |
| 22   | Ching Leung Sunny Poon Li Chun Hong Fiona On Yi Chan    | Hong Kong     | 1h05'26"9 |